# 津軽漆器

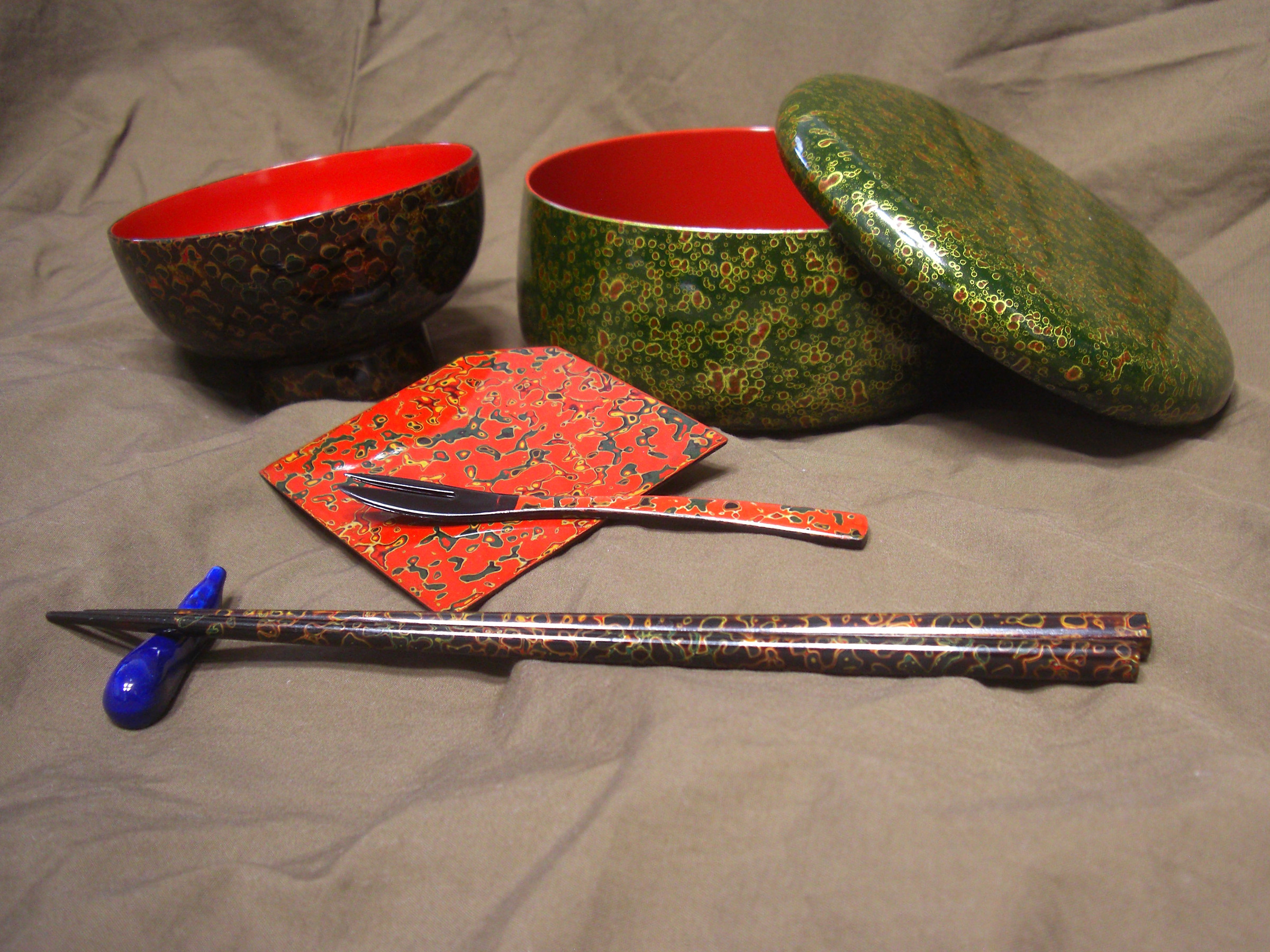
津軽塗の食器

津軽漆器（つがるしっき）は、津軽地方で生産される伝統的漆器。1873年（明治6年）以降、津軽塗（つがるぬり）と呼称される。唐塗（からぬり）とも称される。1975年、経済産業大臣指定伝統的工芸品に選ばれ、2017年には国の重要無形文化財に指定された。

## 歴史
江戸時代中期、弘前藩第四代藩主津軽信政が津軽の産業を育成するため、全国から多くの職人・技術者を弘前に招き、若狭国出身の塗師池田源兵衛を召し抱えたのが始まりとされる。1676年 （延宝4年）頃には、既に弘前城内の一角に塗師の作業場があった。弘前藩庁日記、または御国日記の正徳5年（1715年）1月7日には「唐塗り」が、翌年7月12日には「霜降塗」・「利久唐塗」・「松葉いろいろ」・「唐塗」・「色紙塗」・「紋虫喰塗」の名前が挙げられており、独自の塗り方が多く考え出されたことがうかがえる。
弘前藩で発達した漆器は様々な調度品に用いられたが、1871年（明治4年）の廃藩置県以後は、津軽塗への藩による保護政策が失われ、津軽漆器は一時衰退する。だが、藩に代わって県が助成を始めたこと、士族や商人による漆器の製造所や組合組織が結成されたことで、津軽の漆器産業は息を吹き返し、1873年（明治6年）に開催されたウィーン万国博覧会には、青森県が「津軽塗」の名前で漆器を出展して賞を受けている。これ以降「津軽塗」という名前が一般的となる。その後、大正時代まで津軽塗産業は大衆化を推し進めるが、1929年（昭和4年）の世界恐慌や第二次大戦中の経済統制によって、大きな打撃を受ける。
1975年（昭和50年）経済産業大臣指定伝統工芸品に選定される。
2017年、重要無形文化財に指定される。

## 特徴
津軽塗の土台となる木地には青森県特産のヒバが使用される。研磨と塗りを繰り返して下地がしっかりしたところで、津軽塗独特の「シカケ」と「サイシキ」が施され仕上げられる。四十数回の工程と2カ月余の日数を費やして作られる馬鹿丁寧さのため、「津軽の馬鹿塗り」との異名を持つ。
唐塗・七々子塗・錦塗・紋紗塗の4種類の技法を基本として、仕掛け漆（絞漆）や種漆を用いる各種の研出変り塗が特徴である。また、複数の技法を併用したり文様を描き加えたりすることによって、華やかな色彩や質感を活かした無数の表現が可能となる。